# Metropolitana di Santo Domingo
La metropolitana di Santo Domingo è la rete di linee metropolitane gestita da OPRET a servizio della città di Santo Domingo. È l'unica rete metropolitana presente sull'isola dominicana. È il sistema metropolitano più esteso dei Caraibi e uno dei più moderni dell'America Latina.
È composta da due linee, identificate con colori diversi, per una lunghezza totale di 31 km e 34 stazioni, una delle quali d'interscambio fra due linee (Juan Pablo Duarte). La prima linea, identificata col colore blu, fu inaugurata nel 2009, mentre la seconda, identificata col colore rosso, venne inaugurata nel 2013. La rete è gestita da Oficina para el Reordenamiento del Transporte (OPRET) e comprende un totale di 33 stazioni.

## Rete
La rete è composta da due linee sulle quali vengono erogati quattro servizi, con le seguenti caratteristiche:
| Linea   | Percorso                          | Inaugurazione | Ultima estensione | Lunghezza (km) | Numero di stazioni |
| ------- | --------------------------------- | ------------- | ----------------- | -------------- | ------------------ |
| 1       | Mamá Tingó ↔ Centro de los Héroes | 2009          | -                 | 14,5           | 16                 |
| 2       | María Montez ↔ Concepción Bona    | 2013          | 2018              | 16,5           | 18                 |
| Totale: | Totale:                           | Totale:       | Totale:           | 31             | 33                 |

## Storia

### Il progetto e la costruzione della prima linea
Il progetto per la costruzione della prima linea della metropolitana domenicana fu proposto dall'allora presidente Leonel Fernández il quale grazie ad un investimento di 750 milioni di dollari iniziò la costruzione della prima linea nello stato caraibico.

### Cronologia
| Data inaugurazione | Tratta o Stazione                 | Linea |
| ------------------ | --------------------------------- | ----- |
| 22 gennaio 2009    | Mamá Tingó - Centro de los Héroes | 1     |
| 1 aprile 2013      | María Montez - Eduardo Brito      | 2     |
| 9 agosto 2018      | Eduardo Brito - Concepción Bona   | 2     |

## Le linee

### Linea 1
La linea 1 conta 16 stazioni per una lunghezza di 14,5 km. Incontra la linea 2 nella stazione di Juan Pablo Duarte.

### Linea 2
La linea 2, caratterizzata dal colore rosso, taglia la città da ovest ad est; i suoi capolinea sono María Montez e Concepción Bona.
La linea 2 conta 18 stazioni per una lunghezza di 16,5 km. Incontra la linea 1 nella stazione di Juan Pablo Duarte.